# Національний музей Коломбо
Національний музей Коломбо (синг. කොළඹ ජාතික කෞතුකාගාරය, там. கொழும்பு தேசிய அருங்காட்சியகம், англ. National Museum of Colombo) — найбільший музей Шрі-Ланки, розташований в місті Коломбо. 
Також відомий як Національний музей Шрі-Ланки. 
Музей має експонати, що мають велике значення для Шрі-Ланки, у тому числі трон і корона кандійських монархів, а також інші артефакти стародавньої Шрі-Ланки.

## Історія
Музей Коломбо, як його називали спочатку, був заснований 1 січня 1877 року. Його засновником був сер Вільям Генрі Грегорі, у той час губернатор Британської Цейлону (Шрі-Ланки). 1872 року, коли Грегорі став губернатором, Королівське азійське товариство доклало багато зусиль, щоб переконати нового губернатора в необхідності створення громадського музею.
Архітектор департаменту громадських робіт Джеймс Г. Смітер підготував проект музею в італійському стилі. Будівництво здійснювалося Вапчі Марікаром (1829-1925), відомим будівельником, який побудував багато будівель в країні, у тому числі головпоштамт і митницю в Коломбо. 1876 року будівництво було завершено, і наступного року музей був відкритий.
Музею було присвоєно статус національного музею в період, коли ним керував П. Е. П. Дераніягала. Він відкрив філії музею в Джафні, Канді і Ратнапурі, і 1942 року відповідно до закону № 31 був створений повноцінний Департамент національного музею. В кінцевому підсумку були відкриті дев'ять філій музею, а також введена в дію шкільна наукова програма.
У 1982 році доктор Тельма Гунавардена стала першою жінкою-директором Національного музею Коломбо. Вона займала цей пост з 1982 по 1994 рік.

## Колекція
У музеї представлені ланкійські твори мистецтва, в тому числі набір масок демонів, а також картини та артефакти колоніальної епохи, в тому числі зброя.
У музеї є копія статуї Тари, оригінал якої був придбаний губернатором і переданий в дар Британському музею 1830 року. Кхмерська статуя Авалокітешвари, XII або XIII століття нашої ери, виявлена Віктором Голубєвим у Дондрі 1920 року, свідчить про давні стосунки між Шрі-Ланкою і Камбоджею.
Коштовності корони і трон останнього короля Канді (Шрі Викрама Раджасінха), які були повернуті в Шрі-Ланку британським урядом, також є частиною колекції музею.
Колекції на першому поверсі експонуються за історичним принципом, на другому поверсі — за темами.

## Галерея

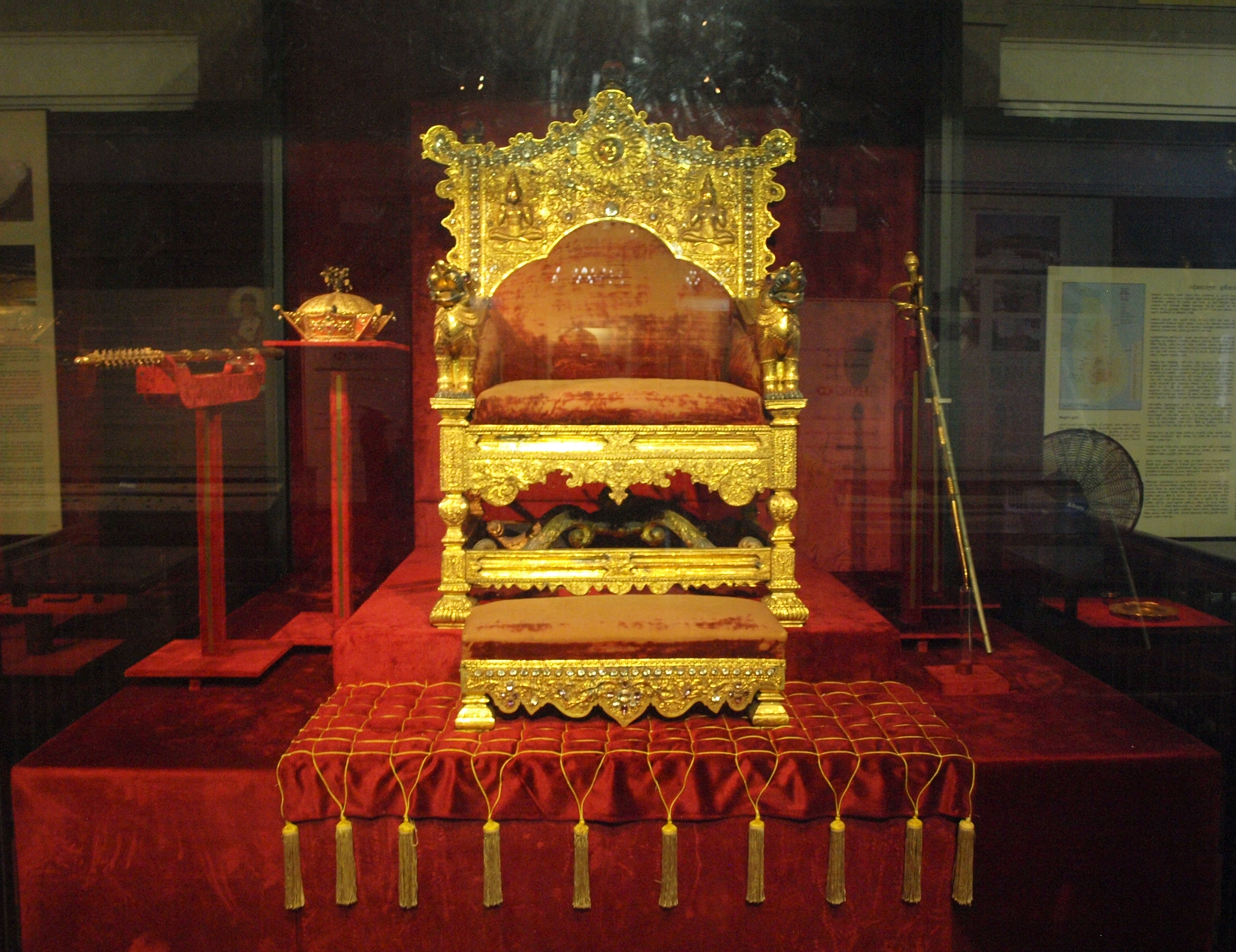
Трон королів Канді
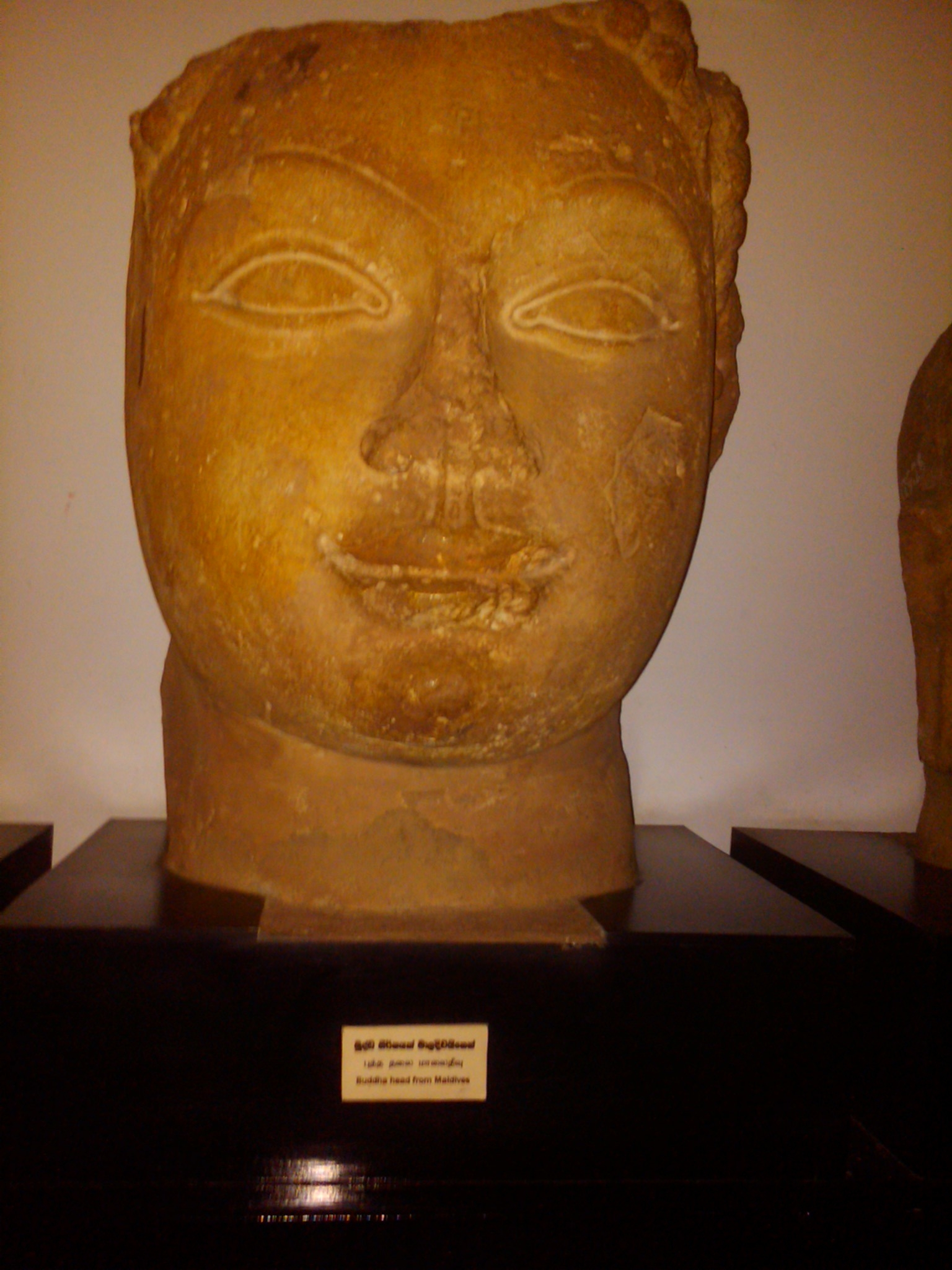
Статуя Будди з Мальдівських островів

## Бібліотека Національного музею
Бібліотека Національного музею є частиною Національного музею і функціонує як його бібліотека і архів для колекцій книг і документів. Заснована 1 січня 1877 року разом з музеєм. Включає в себе державну бібліотеку Сходу, засновану 1870 року. З 1885 року, відповідно до закону, копія кожного документа, надрукованого в країні, зберігається в бібліотеці музею. По суті бібліотека національного музею є Національною бібліотекою Шрі-Ланки.
У бібліотеці зберігається понад 12 мільйонів найменувань книг і документів за основними напрямками:
- Мистецтво та гуманітарні науки: археологія, етнологія, антропологія, східні мови і література;
- Природничі науки: зоологія, ентомологія, геологія і ботаніка.

Типи документів:
- Рукописи, які написані англійською, французькою, іспанською, турецькою та тамільською мовами і присвячені буддизму, літературі, історії, медицині, астрології, демонології, ветеринарії, мистецтву, архітектурі і фольклору;
- Друковані книги і брошури, включаючи всі опубліковані праці з 1737 року;
- Місцеві та закордонні журнали;
- Урядові публікації, в тому числі «Блакитні книги» 1864-1938 рр., звіти керівництва, протоколи засідань, стенограми парламентських дебатів і т.п.;
- Довідники, статистичні щорічники, торгові каталоги і т.п.;
- Законодавчі акти;
- Карти і малюнки;
- Поштові марки і листівки.